# John Medina
John J. Medina är en amerikansk professor och molekylärbiolog med inriktning på geners delaktighet i den mänskliga hjärnans utveckling och ärftlighetslära kring psykiska sjukdomar. 
Medina har tillbringat större delen av sitt yrkesliv inom bioteknik- och läkemedelsindustrin. Han grundare och var chef för Talaris Research Institute och är nu 2010 chef för Brain Center for Applied Learning Research vid Seattle Pacific University. Han är också professor i Bioteknik vid University of Washington.
Medina skriver i "Molekyler i Mind" kolumnen för Psychiatric Times.